# 佐渡電灯
佐渡電灯株式会社（旧字体：佐渡電燈株式會社󠄁、さどでんとうかぶしきがいしゃ）は、大正から昭和戦前期にかけて存在した日本の電力会社である。新潟県を本拠とした事業者の一つで佐渡島の大部分に供給した。
1912年（大正元年）に設立され、1914年（大正3年）10月に開業した。開業後は一貫して本社を佐渡郡河原田町（現・佐渡市）に構え、河原田町や相川町を中心に電気の供給にあたった。1930年代末より佐渡島内の事業統合を進めて島内の大部分に供給区域を広げたが、1943年（昭和18年）2月、配電統制令により設備を国策会社東北配電（東北電力の母体）へと出資して解散した。

## 沿革

### 設立と開業
新潟県においては、1898年（明治31年）、県下最初の電力会社として新潟電灯（新潟電力の前身）が開業し、まず新潟市内に電灯がつけられた。そこから10年の間に、県下では長岡の長岡電灯（北越水力電気の前身）、高田の上越電気（後の中央電気）が相次ぎ開業する。離島佐渡島においてもその間の1900年（明治33年）9月、相川町にあった佐渡金山選鉱場に自家用の水力発電所が新設され、電気事業ではなく自家用ではあったが電灯と電動機の利用が始まった。
1911年（明治44年）7月、佐渡島東部の佐渡郡両津町（後の両津市）にて佐渡水力電気株式会社が電気事業の許可を得、1913年（大正2年）3月に開業した。同社が島内第1号の電気事業者にあたる。この佐渡水力電気に続き島西部の相川町でも起業に向けた動きがあり、相川電灯株式会社の発起人が1911年12月13日付で逓信省から電気事業経営許可を得た。相川電灯の起業は東京にあった帝国瓦斯力電灯という電力会社が深く関係している。この帝国瓦斯力電灯、後の帝国電灯は1911年5月に設立されたばかりの会社で、関東地方の小都市を中心に電気事業を直営しつつ日本各地で小規模電気事業の起業に関わるという特異な電力会社であった（1926年東京電灯と合併）。
相川電灯の起業にあたっては、帝国瓦斯力電灯から派遣された岡部則光（帝国瓦斯力電灯常務）・福島宜三（同社取締役）らのほか、畑野村の渡辺金左衛門ら島の有力者計8名も発起人に名を連ねた。島内有力者の加入は岡部らが島を訪れて彼らに起業を呼び掛けたことによる。事業許可を得たのち会社設立手続きが進められ、翌1912年（大正元年）12月30日、相川電灯は発足をみた。設立時の資本金は8万円。本店は佐渡島ではなく東京市芝区（現・港区）にあり、役員もすべて東京の人物で占められた（取締役は岡部則光・福島宜三ほか1名）。
帝国瓦斯力電灯ではサクションガスエンジン（吸入ガス機関）による小規模な内燃力発電所を各地で建設しており、相川電灯もまた当初は相川町に出力60キロワットの内燃力発電所を置く計画で事業許可を得ていた。しかし開業までの間に水力発電へと計画を変更し、金沢村（後の金井町）を流れる国府川水系新保川に出力108キロワットの新保川発電所を建設する運びとなった。開業に先立つ1913年9月、社名を相川電灯から佐渡電灯株式会社へと変更。次いで翌1914年（大正3年）3月に本店を東京から佐渡の河原田町（後の佐和田町）へと移している。1914年9月に発電所と電灯供給用配電線の工事が完了し、同年10月31日付で佐渡電灯は開業した。当時の供給区域は相川町・沢根町・二宮村・河原田町・八幡村・金沢村・真野村・畑野村・新穂村の9町村であった。

### 開業後の動き
開業後の1915年（大正4年）1月、渡辺金左衛門ら島内の人物計10名が取締役・監査役に就任した。これは会社設立時の島内発起人で経営を引き受けることが決まったためで、その中から渡辺が社長に就いている。さらに事業拡大を目的として4万円の増資（資本金は12万円に）も決定された。事業拡張についてはまず新保川発電所から遠く渇水期には電圧降下が著しくなっていた相川町での対策工事が着手され、1915年5月、渇水時に運転する海士町発電所（内燃力発電所・出力40キロワット）が完成をみた。続いて昼間供給用の配電線工事も進められ、同年7月20日より従来の電灯供給に加え電動機を動かすための動力用電力供給も始まった。
増資はその後も小刻みに行われており、1916年（大正5年）8月に5万円の増資が、1919年（大正8年）2月に13万円の増資がそれぞれ決議され、資本金は30万円となった。
1925年（大正14年）になると2か所目の水力発電所建設計画が動き出し、相川町の北、金泉村を流れる北狄川（きたえびすがわ）での発電所建設が決まった。この北狄川発電所は翌1926年（大正15年）7月に完成し、8月7日より出力114キロワットにて送電を開始している。新発電所完成と同時に金泉村での配電も始めた。その直後、同年9月末時点における供給成績は需要家数4713戸・電灯数9938灯・電力供給89馬力（66キロワット）であった。
佐渡電灯では北狄川発電所建設後も水力発電所新設の検討を進めたが適地がなかったため、重油調達が容易であるという事情もあってディーゼルエンジンを原動機とする内燃力発電所建設に方針を転換。1927年（昭和2年）6月、河原田町大字諏訪町への発電所建設を決定し、翌1928年（昭和3年）8月に河原田発電所として完成させた。出力は当初200キロワット、2号機が完成した1932年（昭和7年）10月以後は400キロワットである。この間の1931年（昭和6年）4月には16万2050円の増資が決議されており、資本金は46万2050円となった。1935年度下期には相川町・沢根町の西隣ながら配電されていなかった二見村への供給を開始し、供給区域を計11町村へと広げた。

### 島内電気事業の統合
1930年代後半に入ると、電気事業を所管する逓信省は事業の均質化を目指して小規模電気事業の整理・統合を推進する国策を打ち出した。その一環として東京地方逓信局では1937年6月より管内の主要事業者に対し隣接する小規模事業者を統合するよう勧告を始める。佐渡電灯も勧告を受けた事業者（計13社）の一つで、佐渡島内で営業する西三川電気・前佐渡水電・佐渡水力電気・白瀬水電の4社と吉井村営電気事業を統合するよう求められた。
勧告後、佐渡電灯では西三川電気からの事業譲受けと前佐渡水電・佐渡水力電気の合併を順次実行していった。被統合事業者3社の概要は以下の通りである。
西三川電気株式会社
西三川電気は1921年3月25日「佐渡金山採鉱株式会社」の名で設立。設立時の資本金は3万円で、佐渡郡西三川村にあった倉谷鉱山での金・銀採掘を目的とした。会社は当初代表取締役と同じ住所にあたる岡山県真庭郡湯原村大字湯本（現・真庭市湯原温泉）にあったが、1922年2月西三川村大字大倉谷（現・佐渡市大倉谷）へと移転。翌1923年8月、社名を「羽茂川電気株式会社」へと変更の上、事業目的を電気機械・器具販売へと変更する。次いで1924年12月電気事業経営許可を得て、直後に社名を西三川電気として事業目的に電気事業を加え、本店も西三川村大字西三川（現・佐渡市西三川）に移した。
西三川電気の電気事業開業は1927年2月25日付。供給区域は当初西三川村のみ許可されていたが、1928年1月に真野村の大部分も追加されている。また当初は出力20キロワットの内燃力発電所を電源としたが故障が多く、後に佐渡電灯からの受電に変更された。
西三川電気から佐渡電灯への事業譲渡は1937年11月30日付で逓信省より認可があり、12月31日に引き継ぎが完了した。西三川電気は翌1938年（昭和13年）1月26日付で解散している。なお統合時の資本金は3万円であった。
前佐渡水電株式会社
前佐渡水電は1918年7月5日、資本金5万円で佐渡郡赤泊村大字赤泊（現・佐渡市赤泊）に設立。1917年12月に事業許可を得た段階の供給区域は赤泊村と隣の羽茂村・松ヶ崎村であったが、1919年11月に小木電気株式会社から事業を譲り受けて小木町も加えた。小木電気は1914年2月7日小木町に設立され、1914年4月より内燃力発電所を電源に小木町で営業していた小事業者である。統合後、前佐渡水電では赤泊村・羽茂村を流れる羽茂川に2つの水力発電所を順次建設して供給にあたった。
佐渡電灯では1937年10月31日の株主総会にて前佐渡水電の合併を決議し、翌1938年6月28日付で逓信省の合併認可を得た上で29日合併を実施した（合併報告総会は7月25日開催）。合併時、前佐渡水電の資本金は17万円であり、合併に伴い佐渡電灯の資本金は同額増加して63万2050円となった。
佐渡水力電気株式会社
佐渡水力電気は1911年12月23日、資本金4万円で佐渡郡両津町大字夷町（現・佐渡市両津夷）に設立。1913年3月1日、佐渡島最初の電気事業者として両津町のみを供給区域とし開業した。初め電源は加茂村を流れる梅津川の梅津発電所だけであったが、1929年5月にディーゼルエンジンを持つ加茂火力発電所が、1937年9月には梅津第二発電所が追加された。
佐渡水力電気では1938年7月に認可を得て同年8月白瀬水電株式会社から事業を譲り受けた。この白瀬水電は「白瀬川水力電気株式会社」の社名で1921年10月12日加茂郡大字白瀬（現・佐渡市白瀬）に設立。翌1922年2月白瀬水電と名を改めたのち、同年12月開業した。発電所は加茂村を流れる白瀬川に白瀬川発電所を設置。加茂村・河崎村と水津村大字水津（1925年追加）に供給していた。
佐渡水力電気・白瀬水電の統合後、佐渡電灯では1939年（昭和14年）9月30日の株主総会にて佐渡水力電気の合併を決議した。合併は同年12月に認可され、翌1940年（昭和15年）3月に合併手続きが完了している。合併時、佐渡水力電気の資本金は30万円であり、合併に伴い佐渡電灯の資本金は93万2050円となった。

### 東北配電への統合
一連の統合により、佐渡電灯は吉井村営を除く佐渡島内の電気事業を統一し、島の大部分を供給区域に収める事業者となった。発電所は水力7か所・火力2か所、出力合計1016キロワットを擁する。1942年（昭和17年）9月末時点では島内20町村を対象に電灯4万1246灯・電力331.9馬力（約248キロワット）を供給した。
1941年（昭和16年）8月、電力国家管理の一環として配電統制令が公布・施行され、これに基づき同年9月地区別国策配電会社の設立命令が発出された。東北6県に新潟県を加えた範囲には国策配電会社として1942年4月に東北配電が設立され、まず同地域の主要事業者13社がこれに統合された。この第一次統合の段階においては、新潟県内では新潟電力・北越水力電気・中央電気の3社が統合対象であった。4か月後の1942年8月5日、逓信大臣より今度は配電統制令に基づく電気事業設備の出資命令が発出される。東北配電関係では佐渡電灯・吉井村を含む計21事業者に対して設備出資命令が出されており、そのうち佐渡電灯は発電所9か所と配電設備・需要者屋内設備・営業設備の一切を東北配電へ現物出資するものとされた。
佐渡電灯・吉井村を含む対象事業者から東北配電への設備出資（第二次統合）は1943年（昭和18年）2月1日付で実行された。佐渡電灯の出資設備評価額は86万2001円とされ、出資の対価として佐渡電灯は東北配電株式1万7240株（額面50円全額払込済み・払込総額86万2000円）と現金1円を交付されている。東北配電への設備出資に伴い、佐渡電灯は出資と同日開催の臨時株主総会にて会社の解散を決議し、即日解散した。
第二次統合により佐渡島は東北配電佐渡営業所の管轄となり、河原田町にあった佐渡電灯の本社建物（1933年築の鉄筋コンクリート造2階建て）は営業所建物に転用された。この建物は1951年（昭和26年）5月に東北配電の事業が東北電力に引き継がれた後も東北電力佐渡営業所として1968年（昭和43年）の移転まで活用されている。

### 年表
- 1911年（明治44年）
  - 12月13日 - 相川電灯発起人に対し逓信省より電気事業経営許可[6]。
- 1912年（大正元年）
  - 12月30日 - 相川電灯株式会社設立。資本金8万円、本店所在地は東京市芝区芝口1丁目7番地[2]。
- 1913年（大正2年）
  - 9月8日 - 相川電灯から佐渡電灯株式会社へと社名変更[10]。
- 1914年（大正3年）
  - 3月27日 - 本店を新潟県佐渡郡河原田町大字本町40番地へ移転[11]。
  - 10月31日 - 佐渡電灯開業[6]。相川町ほか8町村で電灯供給を開始[9]。
- 1915年（大正4年）
  - 7月20日 - 動力用電力供給を開始[9]。
  - 8月18日 - 12万円への増資登記[52]。
- 1916年（大正5年）
  - 1月20日 - 本店を佐渡郡河原田町大字本町25番地へ移転[53]。
  - 8月3日 - 5万円の増資を決議[14]。
- 1919年（大正8年）
  - 2月8日 - 13万円の増資を決議、資本金30万円となる[15]。
- 1926年（大正15年）
  - 8月7日 - 北狄川発電所の運転開始[16]。
- 1928年（昭和3年）
  - 8月 - 河原田発電所竣工[16]。
- 1931年（昭和6年）
  - 4月30日 - 16万2050円の増資を決議[17]、資本金46万2050円となる[16]。
- 1937年（昭和12年）
  - 12月31日 - 西三川電気株式会社より事業を譲り受ける[27]。
- 1938年（昭和13年）
  - 6月29日 - 前佐渡水電株式会社を合併[35]、資本金63万2050円となる[36]。
- 1940年（昭和15年）
  - 3月 - 佐渡水力電気株式会社を合併[45]、資本金93万2050円となる[46]。
- 1943年（昭和18年）
  - 2月1日 - 東北配電への第二次統合にて同社へ設備を出資[49]。同日の株主総会決議により佐渡電灯解散[1]。

## 供給区域

新潟県内における供給区域の範囲（1940年時点）

佐渡水力電気合併後の電灯・電力供給区域は以下の20町村であった。
- 新潟県佐渡郡（現・佐渡市）
  - 相川町・金泉村・二見村
  - 沢根町・二宮村・河原田町・八幡村
  - 金沢村
  - 新穂村
  - 畑野村・松ヶ崎村
  - 赤泊村
  - 真野村・西三川村・羽茂村
  - 小木町
  - 両津町・加茂村・河崎村・水津村【一部】

当時の佐渡郡25町村のうち佐渡電灯の供給区域に含まれない町村は中部の吉井村、北部の高千村・外海府村・内海府村、東部の岩首村の計5村である。うち吉井村では村営の電気事業が起こされ1926年1月より配電された。また高千村・外海府村大字小田では「高千信用購買販売利用組合」という産業組合（電気事業者ではない）があり、佐渡金山を操業する三菱鉱業からの受電で配電された。

## 発電所
佐渡電灯が運転した発電所（事業統合による取得分を含む）は以下の10か所である。
| 水力発電所 | 水力発電所 | 水力発電所                                  | 水力発電所           | 水力発電所                   |
| 発電所名   | 出力 (kW)  | 所在地                                      | 河川名               | 備考                         |
| ---------- | ---------- | ------------------------------------------- | -------------------- | ---------------------------- |
| 北狄川     | 114        | 佐渡郡金泉村北狄 （現・佐渡市北狄）         | 北狄川               | 1926年8月運転開始            |
| 新保川     | 108        | 佐渡郡金沢村千種 （現・佐渡市千種）         | 国府川水系新保川     | 1914年10月運転開始           |
| 羽茂川第一 | 23         | 佐渡郡赤泊村上川茂 （現・佐渡市上川茂）     | 羽茂川               | 1921年7月竣工（前佐渡水電）  |
| 羽茂川第二 | 50         | 佐渡郡羽茂村滝平 （現・佐渡市羽茂滝平）     | 羽茂川               | 1925年3月竣工（前佐渡水電）  |
| 梅津       | 38         | 佐渡郡加茂村梅津 （現・佐渡市梅津）         | 梅津川               | 1913年2月竣工（佐渡水力）    |
| 梅津第二   | 133        | 佐渡郡加茂村梅津 （現・佐渡市梅津）         | 梅津川水系大山川ほか | 1937年9月竣工（佐渡水力）    |
| 白瀬川     | 50         | 佐渡郡加茂村白瀬 （現・佐渡市白瀬）         | 白瀬川               | 1922年12月竣工（白瀬水電）   |
| 火力発電所 |            |                                             |                      |                              |
| 発電所名   | 出力 (kW)  | 所在地                                      | 原動機種類           | 備考                         |
| 海士町     | 40         | 佐渡郡相川町海士町 （現・佐渡市相川海士町） | ガスエンジン         | 1915年5月竣工 1928年10月廃止 |
| 河原田     | 400        | 佐渡郡河原田町諏訪町 （現・河原田諏訪町）   | ディーゼルエンジン   | 1928年8月竣工                |
| 加茂       | 100        | 佐渡郡加茂村加茂歌代 （現・佐渡市加茂歌代） | ディーゼルエンジン   | 1929年5月竣工（佐渡水力）    |
| 羽茂川第二 | (50)       | 前掲                                        | ディーゼルエンジン   | 水力・内燃力併用             |

上表のうち廃止済みの海士町発電所を除く9発電所は1943年2月佐渡電灯から東北配電へと引き継がれ、1951年5月の電気事業再編成ではそろって東北電力に継承された。これら発電所が発電する電気の周波数は元々50ヘルツであったが、東北配電時代に三菱鉱業が持つ自家用発電所からも受電して配電するようになったため、1950年から1954年にかけて三菱鉱業側にあわせ60ヘルツへと転換された。この間発電所の整理も進められており、羽茂川第一・羽茂川第二・梅津・白瀬川の4発電所は1952年または1953年に廃止となっている。なお梅津第二発電所は「水沢発電所」に改称された。